# Дэвис, Эрни
Эрни Дэвис (англ. Ernest "Ernie" Davis, 14 декабря 1939 — 18 мая 1963) — первый раннинбек и первый афроамериканский атлет, который выиграл Приз Хайсмана. Под 44 номером выступал за команду Сиракьюсского университета «Сиракьюс Орандж». В декабре 1961 года был выбран на драфте под общим первым номером командой «Вашингтон Редскинз», но сразу же был обменян в «Кливленд Браунс», в котором получил 45 номер. Однако из-за диагностированной у него лейкемии, он так и не сыграл ни одного матча на профессиональном уровне. По его биографии был снят фильм «Экспресс: История легенды спорта Эрни Дэвиса», базирующийся на книге Роберта Галлагера «Эрни Дэвис: Эльмирский Экспресс» (англ. Ernie Davis: The Elmira Express).

## Детство
Дэвис родился 14 декабря 1939 года в городке Нью-Сейлем, штат Пенсильвания. Отца убили вскоре после рождения Эрнеста. Его мать не смогла растить сына в одиночку, поэтому уже в 14 месяцев отроду Эрни попал на попечительство к своим дедушке с бабушкой. В 12 лет он вместе с матерью и приёмным отцом переехал в город Элмайра, штат Нью-Йорк. В начальной школе Элмайры он отличался во многих видах спорта: бейсболе, футболе и баскетболе. Он посещал «Свободную Академию Эльмиры», где заработал «All-American» в двух видах спорта: баскетболе и футболе. В конце сезона многие колледжи были заинтересованы в Эрни, но после беседы со своим героем детства Джимом Брауном (выпускником Сиракьюс), он решил поступить в Сиракьюсский университет.

## Выступление за команду университета
Дэвис играл в футбольной команде Сиракьюсского университета с 1958 по 1961 год. Национальная слава пришла к нему всего за три сезона (1959—1961), дважды при этом Эрни утверждался в первую команду «All-America». Уже второкурсником Дэвис привёл Сиракьюс к победе в «национальном футбольном чемпионате NCAA, дивизион I-A», в игре Cotton Bowl Classic сумев одолеть непобедимую команду из Техаса, где его признали самым ценным игроком. В этот же сезон он заработал прозвище «Эльмирский Экспресс». В 1960 году он установил рекорд, пронося мяч на 7,8 ярда, а также был третьим самым быстрым футболистом в стране, выполняя рывки на 100 ярдов в 6 из 9 игр. 1960 год «сиракьюсский оранджмэн» завершил с рекордом 7 побед и 2 поражения, не играя при этом в матчах после регулярного сезона. В выпускном 1961 году «оранджмэн» завершил сезон с рекордом 8 побед и 3 поражения, закончив победой 15-14 над командой Майами Харрикейнз в Liberty Bowl на стадионе «Франклин Филд» в Филадельфии.